# Рись звичайна (срібна монета)
«Рись звича́йна» — срібна пам'ятна монета номіналом десять гривень, випущена Національним банком України. Присвячена рисі звичайній (Lynx lynx), яка належить до ряду хижих звірів (Carnivora). Цінний хутровий звір рідко зустрічається в Українських Карпатах та на Поліссі. Його занесено до Червоної книги України.
Монету було введено в обіг 25 квітня 2001 року. Вона належить до серії «Флора і фауна».

## Опис монети та характеристики
| Номінал грн. | Метал            | Маса, грам   | Діаметр, мм. | Якість виготовлення | Гурт     | Тираж, штук |
| ------------ | ---------------- | ------------ | ------------ | ------------------- | -------- | ----------- |
| 10           | срібло 925 проби | 31,1 / 33,62 | 38,61        | пруф                | рифлений | 3 000       |

### Аверс
На аверсі монет в обрамленні вінка, утвореного із зображень окремих видів флори і фауни, розміщено малий Державний Герб України та написи в чотири рядки: на монеті із срібла — «УКРАЇНА», «10», «ГРИВЕНЬ», «2001», а також позначення металу та його проби — Ag 925, вага в чистоті — 31,1, та логотип Монетного двору Національного банку України.

### Реверс

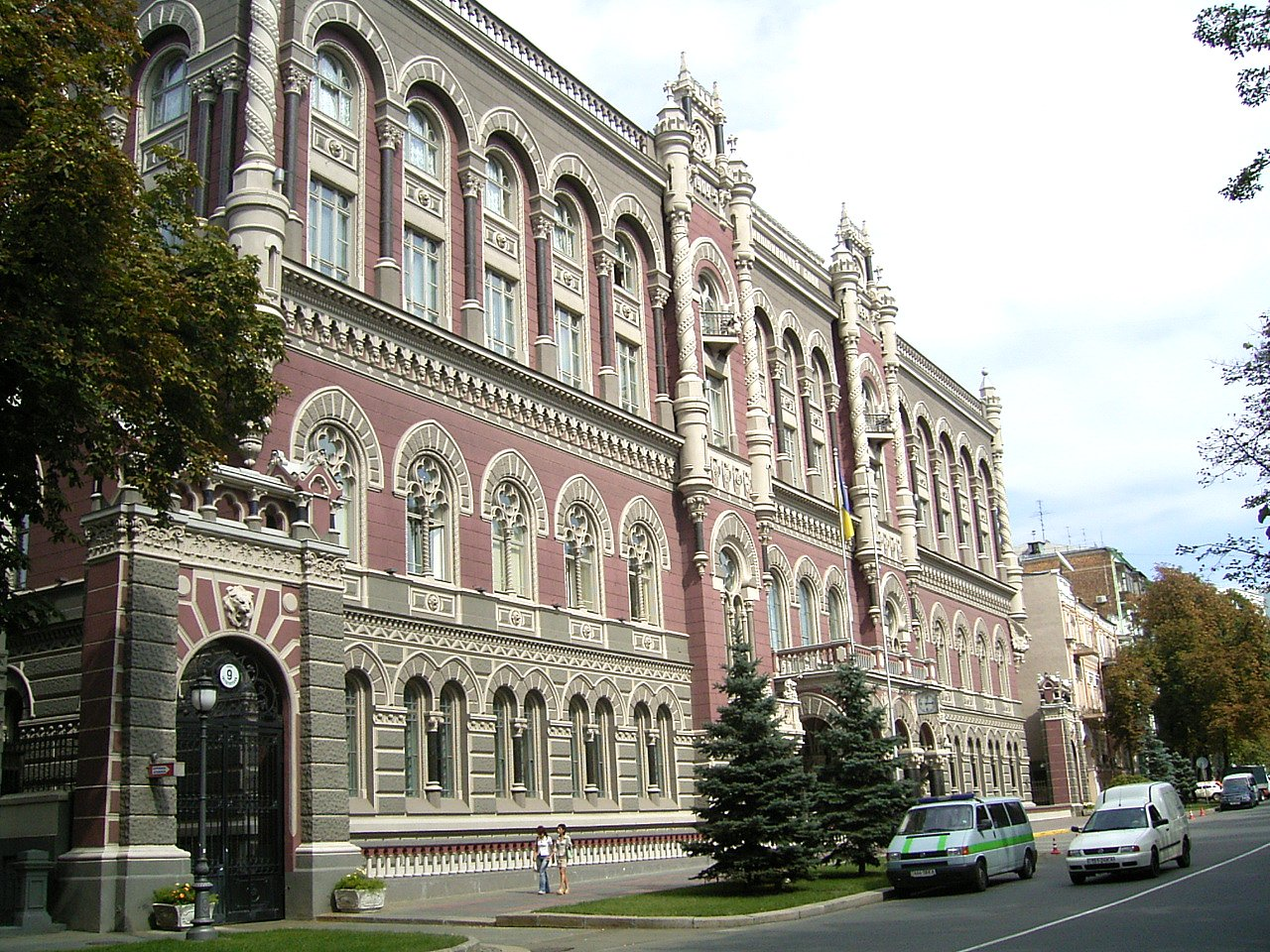
Будівля Національного банку України

На реверсі монет зображено рись з дитинчам, які сидять на гілці, та кругові написи: угорі — «РИСЬ ЗВИЧАЙНА», внизу — «LYNX LYNX».

## Автори
- Художник — Дем'яненко Володимир.
- Скульптор — Дем'яненко Володимир.

## Вартість монети
Ціна монети — 575 гривень була вказана на сайті НБУ в 2013 році.
Фактична приблизна вартість монети з роками змінювалася так:
| Рік        | 2010  | 2011  | 2012  | 2013  | 2014  | 2015  | 2016  | 2017  | 2018  | 2019  | 2020  | 2021  | 2022  | 2023  | 2024  | 2025  |
| ---------- | ----- | ----- | ----- | ----- | ----- | ----- | ----- | ----- | ----- | ----- | ----- | ----- | ----- | ----- | ----- | ----- |
| Ціна, грн. | 2 000 | 2 000 | 2 000 | 2 000 | 1 800 | 1 800 | 3 000 | 3 300 | 2 850 | 3 500 | 2 800 | 3 200 | 3 500 | 4 500 | 6 800 | 5 800 |